# Fornæs
Fornæs est le point le plus à l’est du Jutland, à l’extrémité du Djursland, à 6 km au nord-est de Grenå, dans la paroisse de Hammelev, dans la municipalité de Norddjurs, dans la région centrale du Jutland, au Danemark. À Fornæs se trouve le phare de Fornæs en granit, datant de 1892. Il a remplacé un phare antérieur de 1839.
De Fornæs, il y a 174 kilomètres à travers le Jutland jusqu’à la mer du Nord à Bovbjerg.
L’itinéraire international de randonnée, le Sentier de la Mer du Nord, passe par Forsnæs, entre autres, en raison des valeurs culturelles et historiques du site.

## Nature
Fornæs est une plaque tournante pour la migration des oiseaux, et la zone qui l’entoure est un lieu de repos pour de nombreux oiseaux migrateurs au printemps et à l’automne.
La côte autour de Fornæs est caractérisée par des falaises telles que Fornæs et Sangstrup Klint et un certain nombre de récifs de pierre et de calcaire distinctifs, avec de grandes forêts de varech. De nombreux poissons et animaux marins y trouvent de la nourriture et des cachettes. Pour cette raison, c’est un lieu de prédilection pour les pêcheurs, les plongeurs et divers amateurs de nature,,.
À Stensmark Strand, une zone de 85 hectares de digues de plage autour de Fornæs a été protégée en 1969. Il s’agit d’un tronçon de littoral d’environ 10 km, qui se trouve à la fois au nord et au sud du phare.